# Molise Trebbiano
Il Molise Trebbiano è un vino DOC la cui produzione è consentita nelle province di Campobasso e Isernia.

## Caratteristiche organolettiche
- colore: bianco paglierio
- odore: delicato, fruttato
- sapore: sapido, fresco ed armonico, anche leggermente vivace

## Produzione
Provincia, stagione, volume in ettolitri
- nessun dato disponibile